# Saukonsaari (ö i Södra Savolax)
Saukonsaari är en ö i Finland.   Den ligger i kommunen Nyslott i den ekonomiska regionen  Nyslotts ekonomiska region  och landskapet Södra Savolax, i den sydöstra delen av landet, 270 km nordost om huvudstaden Helsingfors.